# Top Gear 2
Top Gear 2 é a continuação do jogo Top Gear para o consoles SNES/Super Famicon. Ele foi lançado em agosto de 1993, pela Kemco para o SNES, e em 24 de Maio de 1994 para o Sega Genesis e Amiga.
O jogo foi desenvolvido pela Gremlin Interactive e publicado pela Kemco para o SNES, e pela Vic Tokai para o Sega Genesis e Amiga.

## Recepção
Revendo a versão Genesis, GamePro avaliou que Top Gear 2 tem um bom número de pistas e controles sólidos, mas parece desatualizado em comparação aos jogos de corrida contemporâneos, devido às opções limitadas para alterar o carro. configuração. Eles concluíram que “por diversão simples e direta, Top Gear 2 ainda se qualifica. Nintendo Power atribuiu à versão SNES uma pontuação de 3,55 em 5.